# Emily Schaefer
Emily Suzanne Schaefer (ur. 29 marca 1996) – kanadyjska zapaśniczka walcząca w stylu wolnym. Brązowa medalistka igrzysk frankofońskich w 2017. Brązowa medalistka igrzysk wspólnoty narodów w 2018. Zajęła piąte miejsce w Pucharze Świata w 2018. Czwarta na akademickich MŚ w 2016 roku. Zawodniczka Brock University